# Yoshifumi Ono
Yoshifumi Ono (Osaka, 22 mei 1978) is een voormalig Japans voetballer.

## Carrière
Yoshifumi Ono speelde tussen 1997 en 2002 voor Consadole Sapporo en Montedio Yamagata.

## Statistieken
| Japan   | Japan             | Japan           | League | League | Emperor's Cup | Emperor's Cup | J-League Cup | J-League Cup | Totaal | Totaal |
| Seizoen | Club              | League          | Wed.   | Goals  | Wed.          | Goals         | Wed.         | Goals        | Wed.   | Goals  |
| ------- | ----------------- | --------------- | ------ | ------ | ------------- | ------------- | ------------ | ------------ | ------ | ------ |
| 1997    | Consadole Sapporo | Football League | 0      | 0      | 0             | 0             | 0            | 0            | 0      | 0      |
| 1998    | Consadole Sapporo | J. League 1     | 17     | 1      | 2             | 0             | 0            | 0            | 19     | 1      |
| 1999    | Consadole Sapporo | J. League 2     | 23     | 2      | 1             | 0             | 1            | 0            | 25     | 2      |
| 2000    | Consadole Sapporo | J. League 2     | 6      | 0      | 1             | 0             | 0            | 0            | 7      | 0      |
| 2001    | Montedio Yamagata | J. League 2     | 21     | 1      | 2             | 0             | 0            | 0            | 23     | 1      |
| 2002    | Montedio Yamagata | J. League 2     | 16     | 0      | 0             | 0             | -            | -            | 16     | 0      |
| Totaal  | Totaal            | Totaal          | 83     | 4      | 6             | 0             | 1            | 0            | 90     | 4      |